# Dawid Kownacki
Dawid Kownacki (Gorzów Wielkopolski, Polònia, 14 de març de 1997) és un futbolista polonès que juga com a davanter al Fortuna Düsseldorf alemany. És internacional amb la selecció de Polònia.

## Trajectòria
Kownacki va començar a jugar a futbol al club de la seva ciutat natal, el GKP Gorzów Wielkopolski. El 2005 va fitxar pel KKS Lech Poznań per a completar la seva formació. El desembre de 2013, amb només 16 anys, va debutar amb el primer equip a la Ekstraklasa, la màxima categoria del futbol polonès. Amb l'equip de Poznań va guanyar l'Ekstraklasa la temporada 2014-15 i la Supercopa polonesa el 2015 i el 2016. En total, va marcar 21 gols en 94 partits a la lliga polonesa en les quatre temporades que va romandre al club. El 2017 va fitxar per la UC Sampdòria de la Sèrie A italiana.
Kownacki ha estat internacional amb la selecció de Polònia en les categories juvenils. Va debutar amb l'absoluta el 23 de març de 2018 en l'amistós contra Nigèria. Kownacki va disputar la Copa del Món de 2018.

## Palmarès
KKS Lech Poznań
- Lliga polonesa (1): 2014-15
- Supercopa polonesa (2): 2015, 2016